# Jayne Trcka
Jayne Trcka (ur. 28 marca 1975 r. w St. Paul w stanie Minnesota, USA) – amerykańska profesjonalna kulturystka i aktorka.
Wraz z rodziną wychowywała się w St. Paul. W szkole interesowała się sportem. Treningi siłowe rozpoczęła po przeprowadzce do południowej Kalifornii w 1986 roku. Już dwa lata później uczestniczyła w zawodach kulturystycznych. Pierwszy poważny sukces w tej branży odniosła w roku 1997, kiedy to wygrała Mistrzostwa Stanowe Kalifornii. Następnie zajęła się treningami personalnymi, a w 2000 roku rozpoczęła karierę aktorską, w roli drugoplanowej występując w komedii grozy pt. Straszny film (Scary Movie, 2000). Pojawiła się także na okładkach magazynów sportowych, m.in. Flex, MuscleMag International, Women's Physique World, Iron Man i Fighting Females. Gościła również w jednym odcinku telewizyjnego show Whose Line is it Anyway?

## Osiągnięcia (wybór)
- 1997:
  - California State Championships – I m-ce
- 1998:
  - Junior National Championships – I m-ce
- 2004:
  - Los Angeles Championships – I m-ce